# Down to One
«Down to One» — песня американского кантри-певца Люка Брайана, вышедшая 19 октября 2020 года в качестве 4-го сингла с его седьмого студийного альбома Born Here Live Here Die Here (2020). Авторами песни выступили Даллас Дэвидсон, Justin Ebach и Kyle Fishman. Песня достигла позиции № 1 в кантри-чарте Billboard Country Airplay.

## История
«Down to One» была написан в соавторстве с Далласом Дэвидсоном, частым соавтором и другом Брайана. Услышав её впервые, Брайан заметил, что «это просто звучало как большой старый хит», и что это любимая песня его жены Кэролайн на всём альбоме.

## Отзывы
Песня получила положительные отзывы музыкальной критики и интернет-изданий.
Билли Дьюкс из Taste of Country назвал трек «легким радио-хитом». Лорен Джо Блэк из Country Now назвала её «сладкой песней о любви» и сказала, что она «без сомнения, станет большим хитом на кантри-радио». Ханна Барнс из Popculture отметила, что трек напоминает ранние хиты Брайана с его «свежим, кантри-продюсированием и романтичной лирикой с летними нотками».

## Чарты

### Еженедельные чарты
| Чарт (2021)                         | Высшая позиция |
| ----------------------------------- | -------------- |
| Австралия (Country Hot 50, TMN)     | 35             |
| Канада (Billboard Canadian Hot 100) | 34             |
| Канада (Billboard Country)          | 1              |
| США (Billboard Hot 100)             | 37             |
| США (Billboard Country Airplay)     | 1              |
| США (Billboard Hot Country Songs)   | 5              |

## Сертификации
| Регион                                                                      | Сертификация | Продажи |
| --------------------------------------------------------------------------- | ------------ | ------- |
| Канада (Music Canada)                                                       | Золотой      | 40 000  |
| Данные о продажах + прослушиваниях приведены только на основе сертификации. |              |         |